# Marcel van de Veen
Marcel van de Veen (3 oktober 1961) is een Nederlands zeiler. Hij zeilt in de Sonar-klasse.

## Carrière
Van de Veen, die door een motorongeluk zijn linkerarm verloor, kwam in 1999 bij het tweede Sonarteam en kwam na de Olympische Spelen van 2000 in Sydney bij Udo Hessels en Mischa Rossen in de boot. Met zijn drieën plaatsten ze zich voor de Paralympische Zomerspelen 2004 in Athene en behaalden daar de zilveren medaille. Hierna stopten ze met wedstrijdzeilen.
Vijf jaar zeilden Hessels, Van de Veen en Rossen niet meer samen, hoewel ze wel contact hielden. Toen ze hoorden dat het wereldkampioenschap van 2010 in Nederland (Medemblik) zou worden gehouden, besloten ze om de stoute schoenen aan te trekken en weer te gaan varen. Uiteindelijk verliep het WK veel beter dan verwacht. In eigen land werden van de Veen en zijn teamgenoten wereldkampioen in de Sonarklasse. Daarmee zetten ze de eerste stap richting een nominatie voor de Paralympische Zomerspelen 2012 in Londen. 
Na het WK in eigen land ging het idee om kwalificatie voor de Paralympische Spelen af te dwingen steeds meer spelen. Tijdens de Sail for Gold wedstrijd in Weymouth begin juni 2011 was het dan zo ver. Het Sonarteam nomineerde zich voor de Spelen, en uiteindelijk wisten ze in februari 2012 tijdens het WK zeilen in Port Charlotte in Florida de nominatie om te zetten in een kwalificatie. Op de Spelen bekroonde het trio hun werk met de gouden medaille.

## Beste uitslagen

### Paralympische Spelen
| Evenement   | Resultaat | Boot  |
| ----------- | --------- | ----- |
| Londen 2012 | goud      | Sonar |
| Athene 2004 | zilver    | Sonar |

### Wereldkampioenschappen
| Evenement      | Resultaat | Boot  |
| -------------- | --------- | ----- |
| Athene 2003    | goud      | Sonar |
| Medemblik 2010 | goud      | Sonar |